# 吴其玉
吴其玉（1904年—1995年），笔名琪屿，男，汉族，福建闽清人，中国法学家，曾任中国政治学会顾问。